# Great Eastern Railway
 (juin 2020).
Si vous disposez d'ouvrages ou d'articles de référence ou si vous connaissez des sites web de qualité traitant du thème abordé ici, merci de compléter l'article en donnant les références utiles à sa vérifiabilité et en les liant à la section « Notes et références ».
Le Great Eastern Railway (GER) est une compagnie de chemin de fer britannique, dont la ligne principale reliait Londres Liverpool Street à Norwich et qui avait d'autres lignes via East Anglia. 
L'entreprise a été regroupée dans le London and North Eastern Railway en 1923. 
Formé en 1862 après la fusion de l'Eastern Counties Railway et de plusieurs autres petites compagnies de chemin de fer, le GER desservit Cambridge, Chelmsford, Colchester, Great Yarmouth, Ipswich, King's Lynn, Lowestoft, Norwich, Southend-on-Sea (ouvert par le GER en 1889), et des stations balnéaires d'East Anglian comme Hunstanton (dont la prospérité est largement due à la construction de la ligne du GER) et Cromer. Il a également servi une zone suburbaine, en incluant Enfield, Chingford, Loughton et Ilford. Ce réseau de banlieue était, au début du XXe siècle, le système de navettes à vapeur le plus fréquenté au monde. 
La majorité des locomotives et du matériel roulant du Great Eastern a été construite à Stratford Works, dont une partie se trouvait sur le site de l'actuelle gare internationale de Stratford et le reste était adjacent à la gare de Stratford. 
Un ensemble de 15 locomotives a été commandé à Schneider et Cie en 1865, commande qui constituait une première pour l'industrie française.

## Histoire
Entre 1851 et 1854, le Eastern Counties Railway, sous la présidence de David Waddington, avait négocié des arrangements pour exploiter la plupart des autres chemins de fer d'East Anglia, résultant en un réseau de lignes totalisant 565 miles (909 km). Alors que le Parlement était favorable à la concurrence, il savait également que l'ECR était constamment en guerre avec ses voisins et, bien que ces modalités de travail aient été approuvées, une condition était qu'une proposition de fusion intégrale soit présentée d'ici 1861. 
Le 7 août 1862, le projet de loi est adopté et le Great Eastern Railway est formé par la fusion du Eastern Counties Railway et d'un certain nombre de chemins de fer plus petits. 
Le terminus d'origine de Londres a été ouvert à Shoreditch, dans l'est de Londres, par l'Eastern Counties Railway (ECR) le 1er juillet 1840, lorsque le chemin de fer a été prolongé vers l'ouest à partir d'un ancien terminus temporaire de Devonshire Street, près du Mile End. La station a été rebaptisée Bishopsgate le 27 juillet 1847. 
Le Great Eastern a tenté d'obtenir un terminus du West End, à côté de celui de l'est de Londres, via le Tottenham and Hampstead Junction Railway, formé par une loi du 28 juillet 1862. Projet d'extension de l'extrémité ouest de cette ligne via un projet de « London Main Trunk Railway », sous Hampstead Road, le Metropolitan Railway (ligne Circle moderne) et Tottenham Court Road, vers Charing Cross, fut rejeté par le Parlement en 1864. 
Un nouveau terminus londonien à Liverpool Street a été ouvert à la circulation le 2 février 1874 et a été complètement opérationnel à partir du 1er novembre 1875. À partir de cette date, le terminus d'origine de Bishopsgate a fermé ses portes aux passagers, bien qu'il ait rouvert en tant que gare de marchandises en 1881. 
En 1902, le chemin de fer du Nord et de l'Est a finalement été absorbé par le GER, bien qu'il ait été exploité par le chemin de fer des comtés dans le cadre d'un bail de 999 ans conclu le 1er janvier 1844 en vertu duquel le chemin de fer des comtés de l'Est exploiterait le chemin de fer du Nord et de l'Est en échange de un loyer annuel et une répartition des bénéfices. 
Le nom Great Eastern a survécu, étant utilisé à la fois pour la route Great Eastern Main Line entre Londres et Norwich, ainsi que pour la première compagnie d'exploitation de trains Great Eastern qui desservait une grande partie de l'ancienne route GER entre 1997 et 2004.

## Locomotives
Avant 1862, les sociétés qui avaient construit les différentes parties du réseau exploitaient des locomotives de diverses sociétés d'ingénierie. En général, la disposition des roues était de 2-2-0 et 2-2-2 pour la plupart des classes de locomotives. Ce n'est qu'en 1850 que le Eastern Counties Railway sous Gooch construisit une locomotive à Stratford Works, qui venait d'ouvrir ses portes. Le numéro 20 était le premier d'une classe de six locomotives 2-2-2 T (bien que trois autres aient également été construites par RB Longridge and Co de Bedlington, Northumberland). Des versions améliorées légèrement plus grandes de la classe ont suivi en 1853 et 1854. 
En 1859, Sinclair (ingénieur en chef en mécanique (CME) du Eastern Counties Railway et plus tard premier CME du Great Eastern) a commencé une certaine forme de normalisation avec les locomotives de classe Y 2-4-0, dont 110 ont été construites par diverses sociétés d'ingénierie (dont une firme française, Schneider et Cie). Les dernières locomotives de cette classe ont été retirées en 1894.

## Lignes

### Ligne principale
Au fil des ans, les principaux services de la ligne principale entre Norwich et Liverpool Street ont été acheminés via Ipswich ou Cambridge, généralement en fonction du temps de trajet le plus rapide disponible. Avant la création du GER, son prédécesseur, le Eastern Counties Railway, était réputé pour sa vitesse après les Great Western et Great Northern Railways. De 1850 à 1855, Cambridge pouvait être atteint en 75 min (86,50 km) de Stratford), 20 min supplémentaires pour Ely (23 km) et 55 min supplémentaires pour Wymondham (70,0 km), ce qui donne une vitesse moyenne de 76 km/h.

### Trains pour ferries
Des trains pour ferries ont commencé à circuler vers Harwich Parkeston Quay en 1882 et ont été chronométrés à 1 heure 45 minutes de Liverpool Street. En 1895, ce temps était passé à 1 heure 30 minutes. En 1897, le train de 20h30 était exploité en deux trains distincts - 20h30 pour le Crochet de Hollande et 20h35 pour Anvers. Avec l'introduction des wagons-restaurants du couloir en 1904, le temps a été réduit à 87 min, mais l'introduction des moteurs express Classe 1500 4-6-0 en 1912 a vu un temps de fonctionnement de 82 min. 

### Ferries
Le GER exploitait également un certain nombre de ferries.

### Services de banlieue (le Jazz)
Le Great Eastern était réputé pour l'exploitation d'un service de banlieue intensif appelé service « Jazz ». Les différentes classes dans les trains étaient indiquées par des bandes de couleurs différentes le long des côtés des wagons. Les rayures ont permis aux passagers de trouver plus rapidement leurs compartiments dans les gares et ont réduit les temps d'arrêt. Ils étaient jaunes pour la première classe et bleus pour la deuxième classe. En 1920, le GER a également introduit un système de panneaux à code couleur sur le côté et à l'arrière de la cabine du gardien, qui serait le plus proche des portes et du hall des gares terminales et permettrait ainsi aux passagers d'identifier le service dont ils avaient besoin. Cette combinaison colorée était considérée, dans le langage de l'époque, comme « jazzy ».

### Trafic de marchandises
Le GER desservant une zone à prédominance rurale, la majorité du trafic sortant était de nature agricole. L'ouverture du chemin de fer Great Northern et Great Eastern Joint en 1882 a permis au GER d'accéder aux gisements de charbon du sud du Yorkshire et de l'est du Nottinghamshire, ce qui est devenu une source importante de trafic pour le chemin de fer. 
Il y avait un certain nombre de ports sur le GER, y compris King's Lynn, Great Yarmouth, Lowestoft, Felixstowe et Parkeston Quay. Le trafic de poisson émanait de Lowestoft et de Great Yarmouth. 
L'un des services les plus méconnus offerts par le GER était la livraison d'eau de mer. Ce service a commencé dans les années 1870 et en 1880.

### Autobus et chevaux
Le numéro de mai 1911 du Great Eastern Railway Magazine (le magazine interne du GER) indiquait que la société avait 1 750 chevaux dont la majorité travaillait dans la région de Londres. Certains travaux de manœuvre des wagons étaient effectués par des chevaux, mais ils auraient trouvé un travail répandu pour transporter des chariots de livraison. 
Le Great Eastern a construit des autobus à Stratford et a exploité un certain nombre de services omnibus, notamment de Halesworth à Southwold. 

## Hôtels et autres intérêts commerciaux
Le GER possédait cinq hôtels à la fin de leur existence en 1922.